# Jan Jacob Rochussen
Jan Jacob Rochussen, född den 23 oktober 1797 i Etten, Brabant, död den 21 januari 1871 i Haag, var en nederländsk statsman. Han var far till Willem Frederik Rochussen, svärfar till Jacob van Zuylen van Nijevelt i dennes tredje gifte och morfar till Herman Adriaan van Karnebeek.
Rochussen var en typisk företrädare för Amsterdams affärskretsar och stod Vilhelm II nära, liksom senare dennes son Vilhelm III. Som finansminister tillhörde han 1843 de första ministrar, som av generalstaternas andra kammare tvangs begära avsked. Åren 1845–1851 var han generalguvernör över Nederländska Indien. Han blev 1858 kolonialminister och ministerpresident, vilket han förblev till 1860. Trots att han 1859 avskaffade slaveriet i Nederländska Indien blev han på grund av sin konservativa ämbetsutövning starkt kritiserad för sin kolonialpolitik.